# Déplacement QU-
Dans le domaine de la linguistique, le déplacement QU- est une transformation syntaxique qui concerne le mouvement des syntagmes interrogatifs. Cette opération est appelée « déplacement QU- » parce que plusieurs mots interrogatifs français commencent par les lettres « qu- », tels que qui, que, quoi, quel(le)(s) et quand. Les mots interrogatifs qui ne commencent pas « qu- » mais sont toujours assujettis au deplacement QU- incluent pourquoi, comment, combien, et où. En anglais, cette opération est appelée « wh-movement » pour la même raison ; les mots interrogatifs anglais commencent typiquement par les lettres « wh- ».
Les syntagmes interrogatifs sont utilisés pour générer les interrogatives partielles (par opposition aux interrogatives totales), ainsi que les propositions relatives. Les phrases qui démontrent le déplacement QU- exprimeront un ordre particulier des mots ; le syntagme interrogatif se trouve en début de phrase ou en début de proposition enchâssée. Par exemple, on dirait habituellement « À qui Michael parle ? » au lieu de « Michael parle à qui ? ».

## Exemples élémentaires
Les triades des phrases suivantes illustrent le déplacement QU-. Les premières phrases sont des déclarations simples, tandis que les deuxièmes et troisièmes phrases sont le résultat du déplacement QU- afin de produire une question. Enfin, les troisièmes phrases sont des propositions relatives. Le syntagme qui est déplacé est mis en gras et la position originale de ce syntagme, avant le déplacement QU-, est indiquée par une trace (ti).
- 1 : Je préfère une boisson gazeuse.
- 2 : Que je préfère ti ?
- 3 : C’est une boisson gazeuse que je préfère ti.

- 1 : Son fils voyage à Paris.
- 2 : Qui ti voyage à Paris ?
- 3 : C’est son fils qui ti voyage à Paris.

## Les approches théoriques
Déplacement QU- résulte généralement dans une discontinuité. Le constituant qui est déplacé dans une position séparée. Dans cette position, la syntagme n'est pas dominée syntaxiquement par son constituant naturel. Il est séparé de sa position canonique par un syntagme qui dominé son position canonique. Donc, il y a un constituent discontinué et il y a une dépendance de longue distance présente. Ces dépendances défient les théories syntaxiques mais chaque théorie syntaxique a des explications de les décrivent. Dans la majorité des cases, les dépendances sont définies par movement ou passage des fonctionnalités.
Les théories du mouvement ont une histoire longue et établie aussi loin que la Grammaire Générative précoce (1960s-19070s). Ils disent que le constituent déplacé (la syntagme QU-) est généré premièrement dans sa position canonique dans la structure en dessous de la surface syntaxique. Les expressions sont ensuite déplacées ou copiées hors de la position de base et sont placées dans leurs positions de surface ou ils sont réalisés dans le discours. Dans les arbres syntaxique, le mouvement est montré par une trace (t), une flèche de mouvement, un retrait etc.
La théorie alternative au mouvement est la passage des fonctionnalités. Cette approche rejette que le mouvement se produit du tout. La syntagme QU- is généree dans la position de surface (la base est dans la position de surface). Au lieu de mouvement des syntagmes, l'information est déplacée (la passage des fonctionnalités) en haut ou en bas de l'arbre syntaxique, vers et depuis la position de la lacune.

## Îles Qu-
Dans la syntaxe, le mouvement des éléments dans un phrase ont des contraintes sur quelle catégories des phrases on peut déplacer un segment de. Dans syntagmes QU-, le mot de question est communément déplacé par inversion pour former la question. Nous indiquons ça et la position originale du mot avec un indice (un petit [i]).
Qu'est-ce quei [Bill a déclaré [qu'il a lu ti dans le livre de syntaxe]] ?
- Qu'est-ce quei Bill fait [la déclaration [qu'il lu ti dans le livre de syntaxe]] ?[3]

Dans les deux exemples, le mot de question est déplacé dans les phrases et les indices sont indiqués mais le premier est grammatical tandis que le deuxième n'est pas. C'est le phénomène des îles QU-. Le concept est similaire d'un vraiment île. Les îles sont des lieux inaccessible. Quand tu es sur une île, vous êtes limité dans l'endroit où vous pouvez vous déplacer. C'est le même pour les syntagmes QU-. Il est difficile pour eux de déplacer à une place entre un autre syntagme. Mais il est possible dans certains cases.
Je me demande [ce quei [John a embrassé ti]].
Comment est-ce possible ? Un phénomène appelé la condition des liaisons minimales est responsable.

## Le Condition Liaison Minimales (Minimal Link Condition)
La théorie de liaisons minimales déclare essentiellement que les syntagmes QU- doivent se déplacer vers le premier site d'atterrissage disponible. Ils doivent occupé la position la plus proche. Le condition liaison minimales est aussi appelé la cyclicité successive. Quand il y a beaucoup de syntagmes qui sont déplacés dans une phrase, la condition liaison minimale bloque le site d'atterrissage le plus proche car la position est déjà occupée par une autre proposition déplacée. Cela explique l'agrammaticalité du îles QU-.
- [Quik a [tu te demande [ce quei [tk a embrassé ti]]] ?[3]

Dans cet exemple, [qui] est déplacé hors de sa phrase et atterri dans une autre plus loin parce que l'indice de ti est bloqué sa position la plus proche. Donc, la phrase est agrammaticale en accord avec le condition liaison minimales.